# Francesco Mattei
Francesco Mattei (Roma, 19 agosto 1709 – Roma, 15 agosto 1794) è stato un patriarca cattolico e nobile italiano.

## Biografia

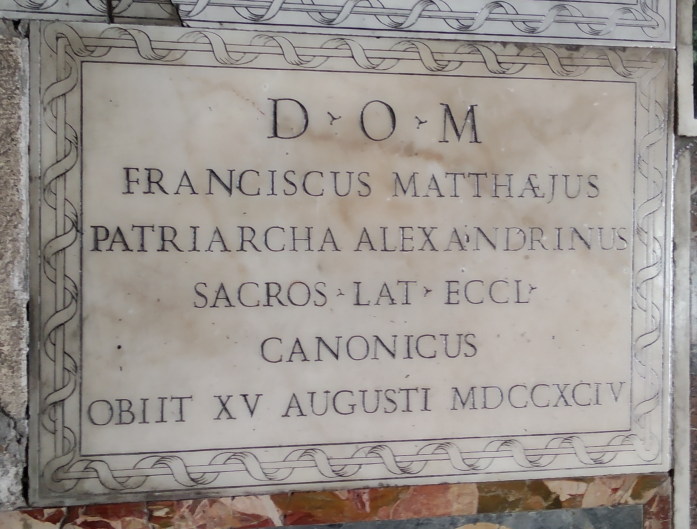
Tomba di Francesco Mattei nella basilica dell'Aracoeli

Francesco Mattei, nato a Roma il 19 agosto 1709 nella nobile famiglia dei Mattei, era figlio di Alessandro, secondo duca di Giove, e Teresa Naro. Era fratello minore di Girolamo, terzo duca di Giove, e del cardinale Luigi Mattei.
Come il fratello Luigi, fu avviato alla carriera ecclesiastica, ma poco si sa dei suoi primi anni da chierico.
Nel 1740, pose la prima pietra della chiesa di Santa Maria Assunta di Giove, nuova chiesa parrocchiale voluta dal fratello Girolamo per il feudo di famiglia. Nel 1755, fu sempre lui a benedire l'edificio una volta completato.
Il 28 marzo 1757, venne consacrato arcivescovo, ricevendo la titolarità sull'arcidiocesi di Corinto. Un anno dopo, venne promosso a patriarca titolare di Alessandria, divenendo al contempo canonico della basilica di San Giovanni in Laterano.
Morì a Roma, il 15 agosto 1794, alla soglia degli ottantacinque anni, a causa delle complicazioni legate a una ritenzione urinaria. Fu sepolto nella cappella di famiglia nella basilica di Santa Maria in Aracoeli.

## Genealogia episcopale
La genealogia episcopale è:
- Cardinale Scipione Rebiba
- Cardinale Giulio Antonio Santori
- Cardinale Girolamo Bernerio, O.P.
- Arcivescovo Galeazzo Sanvitale
- Cardinale Ludovico Ludovisi
- Cardinale Luigi Caetani
- Cardinale Ulderico Carpegna
- Cardinale Paluzzo Paluzzi Altieri degli Albertoni
- Cardinale Flavio Chigi
- Papa Clemente XII
- Cardinale Giovanni Antonio Guadagni, O.C.D.
- Patriarca Francesco Mattei

## Ascendenza
|                                                |                                      |                                                    | Genitori                                           |  |  | Nonni |  |  | Bisnonni                              |  |  | Trisnonni         |  |
|                                                |                                      |                                                    |                                                    |  |  |       |  |  | Asdrubale Mattei, I marchese di Giove |  |  | Alessandro Mattei |  |
|                                                |                                      |                                                    |                                                    |  |  |       |  |  | Asdrubale Mattei, I marchese di Giove |  |  | Alessandro Mattei |  |
|                                                |                                      | Emilia Mazzatosta                                  |                                                    |  |  |       |  |  | Asdrubale Mattei, I marchese di Giove |  |  |                   |  |
| Girolamo Mattei, I duca di Giove               |                                      |                                                    |                                                    |  |  |       |  |  | Asdrubale Mattei, I marchese di Giove |  |  |                   |  |
|                                                |                                      | Costanza Gonzaga                                   | Alfonso I Gonzaga, conte di Novellara e Bagnolo    |  |  |       |  |  |                                       |  |  |                   |  |
|                                                |                                      | Costanza Gonzaga                                   | Alfonso I Gonzaga, conte di Novellara e Bagnolo    |  |  |       |  |  |                                       |  |  |                   |  |
|                                                |                                      | Costanza Gonzaga                                   | Vittoria di Capua                                  |  |  |       |  |  |                                       |  |  |                   |  |
| Alessandro Mattei, II duca di Giove            |                                      | Costanza Gonzaga                                   |                                                    |  |  |       |  |  |                                       |  |  |                   |  |
|                                                |                                      | Orazio Spada, marchese di Viceno e Castel Viscardo | Francesco Spada                                    |  |  |       |  |  |                                       |  |  |                   |  |
|                                                |                                      | Orazio Spada, marchese di Viceno e Castel Viscardo | Francesco Spada                                    |  |  |       |  |  |                                       |  |  |                   |  |
|                                                |                                      | Orazio Spada, marchese di Viceno e Castel Viscardo | Cecilia Severoli                                   |  |  |       |  |  |                                       |  |  |                   |  |
| Eugenia Spada Veralli                          |                                      | Orazio Spada, marchese di Viceno e Castel Viscardo |                                                    |  |  |       |  |  |                                       |  |  |                   |  |
|                                                |                                      | Maria Veralli                                      | Giovanbattista Veralli, signore di Castel Viscardo |  |  |       |  |  |                                       |  |  |                   |  |
|                                                |                                      | Maria Veralli                                      | Giovanbattista Veralli, signore di Castel Viscardo |  |  |       |  |  |                                       |  |  |                   |  |
|                                                |                                      | Maria Veralli                                      | Eugenia Rocci                                      |  |  |       |  |  |                                       |  |  |                   |  |
| Francesco Mattei                               |                                      | Maria Veralli                                      |                                                    |  |  |       |  |  |                                       |  |  |                   |  |
|                                                | Fabrizio Naro, II marchese di Mompeo | Bernardino Naro, I marchese di Mompeo              |                                                    |  |  |       |  |  |                                       |  |  |                   |  |
|                                                | Fabrizio Naro, II marchese di Mompeo | Bernardino Naro, I marchese di Mompeo              |                                                    |  |  |       |  |  |                                       |  |  |                   |  |
|                                                | Fabrizio Naro, II marchese di Mompeo | Olimpia Lante                                      |                                                    |  |  |       |  |  |                                       |  |  |                   |  |
| Giovanni Battista Naro, III marchese di Mompeo | Fabrizio Naro, II marchese di Mompeo |                                                    |                                                    |  |  |       |  |  |                                       |  |  |                   |  |
|                                                |                                      | Silvia de' Cavalieri                               | Gaspare de' Cavalieri                              |  |  |       |  |  |                                       |  |  |                   |  |
|                                                |                                      | Silvia de' Cavalieri                               | Gaspare de' Cavalieri                              |  |  |       |  |  |                                       |  |  |                   |  |
|                                                |                                      | Silvia de' Cavalieri                               | Girolama Paluzzi Albertoni                         |  |  |       |  |  |                                       |  |  |                   |  |
| Teresa Naro                                    |                                      | Silvia de' Cavalieri                               |                                                    |  |  |       |  |  |                                       |  |  |                   |  |
|                                                |                                      | Mario di Carpegna, conte di Carpegna               | Tommaso di Carpegna, conte di Carpegna             |  |  |       |  |  |                                       |  |  |                   |  |
|                                                |                                      | Mario di Carpegna, conte di Carpegna               | Tommaso di Carpegna, conte di Carpegna             |  |  |       |  |  |                                       |  |  |                   |  |
|                                                |                                      | Mario di Carpegna, conte di Carpegna               | Vittoria Landriani                                 |  |  |       |  |  |                                       |  |  |                   |  |
| Anna Maria di Carpegna                         |                                      | Mario di Carpegna, conte di Carpegna               |                                                    |  |  |       |  |  |                                       |  |  |                   |  |
|                                                |                                      | Teresa Dudley                                      | Robert Dudley, conte di Warwick                    |  |  |       |  |  |                                       |  |  |                   |  |
|                                                |                                      | Teresa Dudley                                      | Robert Dudley, conte di Warwick                    |  |  |       |  |  |                                       |  |  |                   |  |
|                                                |                                      | Teresa Dudley                                      | Elizabeth Southwell                                |  |  |       |  |  |                                       |  |  |                   |  |
|                                                |                                      | Teresa Dudley                                      |                                                    |  |  |       |  |  |                                       |  |  |                   |  |